# Скворцов, Пётр Алексеевич
Скворцов Петр Алексеевич (1895—1975) — художник-картограф, специалист в области оформления карт, исследователь-энтузиаст, автор новаторских методов оформления карт по принципам живописи, художник, создатель ряда уникальных карт-картин, педагог, возглавлявший школу оформления карт МИИГАиК.
Окончил Межевой институт в 1918 году. В области оформления карт работал с 1935 года. Как автор проекта оформления и набора камня участвовал в создании уникальной мозаичной карты нашей Родины, получившей Большой приз на Всемирной Парижской выставке (1937); карта была представлена и на выставке в Нью-Йорке (1939). В несколько изменённом виде она демонстрировалась в Эрмитаже Санкт-Петербурга.
Сейчас находится в Геологическом музее Санкт-Петербурга.
С 1940 года преподавал оформление карт в МИИГАиК, с 1944 года — доцент. Лично или с учениками П. А. Скворцов выполнил оформление большого числа живописных карт. Эти работа имела творческий и исследовательский характер. По замыслу П. А. Скворцова, под его руководством и при непосредственном участии созданы замечательные живописные карты, украшающие Читальный зал МИИГАиК — карты нового типа, поистине научно-художественные произведения.
Ещё одна живописная карта украшает актовый зал Звёздного городка.
Основными направлениями научных исследований П. А. Скворцова были теория цветовой пластики и цветовое оформление рельефа. Они привели к разработке подробной классификации гипсометрических шкал и ряда способов гипсометрического и ландшафтного оформления. Большое значение имеет статья «О применении в картографии принципов живописи» (1950), способствовавшая развитию живописного оформления карт в нашей стране и за рубежом.
В картографии нашей страны и социалистических стран у П. А. Скворцова много последователей и учеников.
Выйдя на пенсию (1965), П. А. Скворцов продолжал работать над основным своим трудом — монографией по оформлению карт, но не успел её закончить. Она завершена и издана трудами его учеников.